# Carcinome urothélial

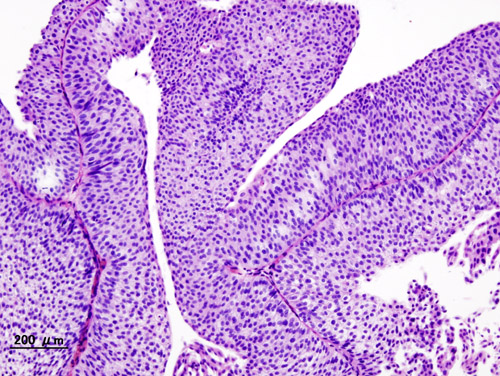
Coupe histopathologique d'un carcinome urothélial de vessie. Biopsie transurétrale. Coloration HE.

Le carcinome urothélial (ou carcinome à cellules transitionnelles) est la forme morphologique la plus fréquente de cancer des voies excrétrices (calices, bassinet, uretères, vessie, urèthre). 
Il représente 90 % des cancers de la vessie.

## Classification
- Carcinome urothélial papillaire non infiltrant (TNM pT1a)
  - Carcinome urothélial papillaire non infiltrant de bas grade (TNM pT1a - OMS 1973 G1 et G2)
  - Carcinome urothélial papillaire non infiltrant de haut grade (TNM pT1a - OMS G3)
- Carcinome urothélial plan non infiltrant (TNM pTis)
- Carcinome urothélial infiltrant (TNM pT1, pT2, pT3, pT4)